# Challenge Desgrange-Colombo
La Challenge Desgrange-Colombo fou una classificació que determinava el millor ciclista de carretera de cada temporada i que existí entre 1948 i 1958, quan fou substituïda pel Super Prestige Pernord.
En acabar la Segona Guerra Mundial començaren a sorgir les primeres idees de trofeus per a premiar els millors ciclistes del món. Així es creà la Challenge Desgrange-Colombo, que prenia el nom dels periodistes i organitzadors ciclistes Henri Desgrange i Emilio Colombo, fundadors del Tour de França i del Giro d'Itàlia, respectivament, i que era organitzada pels diaris L'Équipe, La Gazzetta dello Sport, Het Nieuwsblad-Sportwereld i Les Sports.
En funció de les classificacions al Tour de França, Giro d'Itàlia, Milà-San Remo, París-Roubaix, Tour de Flandes, Fletxa Valona, París-Brussel·les, París-Tours i Volta a Llombardia s'escollia el millor ciclista de la temporada. El 1949 s'hi afegí la Volta a Suïssa, el 1951 la Lieja-Bastogne-Lieja i el 1958 la Volta a Espanya.
El primer vencedor fou el belga Alberic Schotte (vencedor del Tour de Flandes i el Campionat del món de ciclisme en ruta). El suís Ferdi Kubler guanyà la Challenge tres vegades (1950, 1952 i 1954), tal com Fred de Bruyne, vencedor de les tres darreres edicions.

## Palmarès
| Any  | Primer           | Segon           | Tercer           | Quart            | Cinquè           |
| ---- | ---------------- | --------------- | ---------------- | ---------------- | ---------------- |
| 1948 | Briek Schotte    | Fermo Camellini | Gino Bartali     | Fiorenzo Magni   | Vito Ortelli     |
| 1949 | Fausto Coppi     | Gino Bartali    | Fiorenzo Magni   | Nedo Logli       | Adolfo Leoni     |
| 1950 | Ferdi Kübler     | Fiorenzo Magni  | Hugo Koblet      | Fausto Coppi     | Gino Bartali     |
| 1951 | Louison Bobet    | Ferdi Kübler    | Fiorenzo Magni   | Hugo Koblet      | Gino Bartali     |
| 1952 | Ferdi Kübler     | Fausto Coppi    | Stan Ockers      | Briek Schotte    | Jean Robic       |
| 1953 | Loretto Petrucci | Louison Bobet   | Stan Ockers      | Pasquale Fornara | Ferdi Kübler     |
| 1954 | Ferdi Kübler     | Raymond Impanis | Louison Bobet    | Germain Derijcke | Roger Decock     |
| 1955 | Stan Ockers      | Louison Bobet   | Jean Brankart    | Hugo Koblet      | Germain Derijcke |
| 1956 | Fred de Bruyne   | Stan Ockers     | Jean Forestier   | André Vlayen     | Louison Bobet    |
| 1957 | Fred de Bruyne   | Raymond Impanis | Gastone Nencini  | Louison Bobet    | Miquel Poblet    |
| 1958 | Fred de Bruyne   | Rik van Looy    | Jacques Anquetil | Miquel Poblet    | Ercole Baldini   |